# Tour de Langkawi 2007
Die 12. Tour de Langkawi fand vom 2. bis zum 11. Februar 2007 statt. Das Radrennen wurde in zehn Etappen über eine Distanz von 1.352,2 Kilometern ausgetragen.

## Etappen
| Etappe     | Tag         | Start – Ziel                      | km    | Etappensieger       | Führender           |
| ---------- | ----------- | --------------------------------- | ----- | ------------------- | ------------------- |
| 1. Etappe  | 2. Februar  | Langkawi                          | 81,4  | Alberto Loddo       | Alberto Loddo       |
| 2. Etappe  | 3. Februar  | Kangar – Kulim                    | 166,2 | Maximiliano Richeze | Maximiliano Richeze |
| 3. Etappe  | 4. Februar  | Kuala Kangsar – Cameron Highlands | 133,2 | Anthony Charteau    | Anthony Charteau    |
| 4. Etappe  | 5. Februar  | Gua Musang – Kota Bharu           | 178,1 | Alberto Loddo       | Anthony Charteau    |
| 5. Etappe  | 6. Februar  | Kota Bharu – Kuala Terengganu     | 167   | Alberto Loddo       | Anthony Charteau    |
| 6. Etappe  | 7. Februar  | Kuala Terengganu – Chukai         | 141,5 | Alberto Loddo       | Anthony Charteau    |
| 7. Etappe  | 8. Februar  | Kuantan – Karak                   | 174   | Shin’ichi Fukushima | Anthony Charteau    |
| 8. Etappe  | 9. Februar  | Shah Alam – Genting Highlands     | 84,4  | José Serpa          | Anthony Charteau    |
| 9. Etappe  | 10. Februar | Putrajaya – Seremban              | 170,5 | Pawel Brutt         | Anthony Charteau    |
| 10. Etappe | 11. Februar | Kuala Lumpur (Kriterium)          | 55,9  | Alberto Loddo       | Anthony Charteau    |